# Esaie Fongang
Esaie Fongang, född 28 augusti 1943, är en friidrottare från Kamerun. Han deltog vid olympiska sommarspelen 1972.